# زيمليانسك (مقاطعة فورونيج)
زيمليانسك (بالروسية: Землянск) هي مدينة في مقاطعة فورونيج أوبلاست في روسيا.
يبلغ عدد سكانها حوالي 3032 نسمة.